# Afuá
Afuá è un comune del Brasile nello Stato del Pará, parte della mesoregione di Marajó e della microregione di Furos de Breves.